# III. Pleuratosz illír király
III. Pleuratosz (ógörög Πλευρᾶτος, latin Pleuratus) az ókori Illír Királyság ardiata uralkodója volt megközelítőleg i. e. 212 és 205 között apja, Szkerdilaidasz társuralkodójaként, majd azt követően egyedüli királyként. Apjával együtt a rómaiak oldalán részt vett az első római–makedón háborúban (i. e. 214–205), majd Rómát támogatta a második makedón háború éveiben (i. e. 200–197) is. E háborúk eredményeként, valamint feltétlen Róma-hűségének köszönhetően az Illír Királyság uralkodása alatt érte el legnagyobb kiterjedését: országa a dalmaták szállásterületétől egészen Lünkésztisz vidékéig húzódott. A történeti források i. e. 189-ben említik utoljára mint az illírek királyát, i. e. 181-ben már fia, Genthiosz uralkodott az illíreken.

## Uralkodása
A történeti források i. e. 220-ban említik első ízben Pleuratosz nevét, amikor apja, Szkerdilaidasz közbenjárására nőül vette Amünandrosz athaman király Eurüdiké nevű leányát. Frigyükből született Genthiosz – III. Pleuratosz utódja a trónon, az Illír Királyság utolsó uralkodója Illíria i. e. 168-as római meghódítása előtt –, valamint a testvérgyilkosság áldozatává lett Platór. A házasság időpontjából kiindulva Neritan Ceka albán ókortörténész Pleuratosz születésének időpontját i. e. 250 körülre tette. Szkerdilaidasz és fia ezekben az években makedón zsoldban részt vett a szövetséges háborúban, s i. e. 219-ben maga Pleuratosz négyszáz harcosa élén Kréta szigetén hadakozott. Szkerdilaidasz feltehetőleg i. e. 217-ben lett Pinnész utódaként az Illír Királyság uralkodója, de az évtized közepétől kibontakozó első római–makedón háború elején V. Philipposz makedón király Illíria nagy részét fennhatósága alá vonta.

### Az első római–makedón háború
Titus Livius történeti munkája i. e. 212/211 kapcsán említi első ízben Szkerdilaidaszt és Pleuratoszt illír királyokként. Ebből a történészek arra következtetnek, hogy legkésőbb i. e. 212-től apa és fia Illíria társuralkodói voltak. Az említett forráshely szerint a római hadsereget irányító Marcus Valerius Laevinus és az Aitól Szövetség abban egyeztek meg, hogy más dinaszták mellett az illírek királyait is a Makedónia elleni háborúhoz való csatlakozásra buzdítják. Az elkövetkező időszakban V. Philipposz többször is illír területekre támadt, és i. e. 210-ig a római protektorátus alatt álló Órikosz és Apollónia térségéig nyomult előre. Ekkor azonban fordulat állt be az illírek hadi szerencséjében: i. e. 209-re visszafoglalták Parthiniát és Dasszarétiát, ismét kezükre került Lükhnisz városa, valamint visszanyerték székvárosukat, az Adria-parti Lisszoszt. Miután V. Philipposzt a peloponnészoszi hadszíntéren folyó harcok kötötték le, az illír királyok i. e. 209–208-ban Dasszarétia területéről további támadásokat indítottak Makedónia ellen, míg ezzel összehangolva a dardánok észak felől egészen Argosz városáig elfoglalták Oresztiszt. Az erőre kapott makedónok i. e. 206-ban még egyszer végigdúlták az illír vidékeket egészen Apollóniáig, de a rákövetkező évben elfogadták a rómaiak békefeltételeit.
A háborút lezáró phoinikéi békekötésen az illíreket már csak III. Pleuratosz képviselte, feltehető tehát, hogy apja, Szkerdilaidasz valamikor i. e. 208 és 205 között meghalt. A phoinikéi béke rendelkezései értelmében az i. e. 228 óta római protektorátus alatt álló Atintanisz makedón kézen maradt, Róma pedig kiterjesztette protektorátusát a szintén illír területeken fekvő Parthinia vidékére, továbbá Dimalé, Bargullum és Eugenum városaira. Titus Liviusnak a háború lezárásáról szóló beszámolója a római–makedón erőviszonyok alakulását hangsúlyozta, és nem szentelt figyelmet arra, hogy az illírek mely területeket nyerték el a háború után.

### A második római–makedón háború
A phoinikéi béke azonban csak rövid tűzszünet volt. A rómaiak erőforrásait ismét a punok elleni háború foglalta le, a makedónok pedig aitól és dardán területek meghódítása, Dasszarétia és Parthinia elfoglalása után Kis-Ázsia felé fordították figyelmüket. Körvonalazódott a hellén világ népeinek – pergamoniak, rodosziak, athéniak, aitólok és akhájok – makedónellenes koalíciója, amely i. e. 201-ben megindította a háborút V. Philipposz makedón király ellen. Ehhez az összefogáshoz idővel csatlakozott Róma is, és i. e. 200-ban kezdetét vette a második római–makedón háború. I. e. 200 szeptember közepén Sulpicius Galba consul két római légió élén kihajózott Brundisiumból, és a szárazföldi csapatokkal az illíriai Apollónia mellett vert tábort. Itt kereste fel a római consult i. e. 199 végén az illír III. Pleuratosz, apósa, az athaman Amünandrosz és a dardán Baton király, hogy katonai szolgálataikat felajánlják Rómának. Titus Livius históriája szerint Sulpicius Galba kapott az ajánlaton, és abban egyeztek meg, hogy a harcok megindulása után az illírek északnyugat, a dardánok pedig észak felől támadják Makedóniát. A következő év, i. e. 199 tavaszán meg is indult a hadjárat, amelynek során a római hadsereg meghódította Dasszarétiát, majd a makedóniai Eordaia és Elimeia régióinak elfoglalása után szembekerült a makedón sereggel. Az ilyenformán őrizetlenül hagyott pelagóniai hágókon keresztül III. Pleuratosz illírjei és Baton dardánjai Makedóniára zúdultak, és különösen a dardánok okoztak nagy veszteségeket. A történeti források ezt követően nem említik III. Pleuratosz és az illírek részvételét a hadjáratban, a háborút eldöntő i. e. 197. júniusi künoszkephalai csatában sem vettek részt, csupán V. Philipposz seregében harcolt háromezer illír zsoldos.
III. Pleuratosz viszonylagos passzivitása dacára az Illír Királyság mégis jelentősen megerősödve került ki a katonai konfliktusból. A római szenátus i. e. 196-ban kihirdetett békefeltételei szerint a makedónoknak ki kellett vonulniuk a megszállásuk alatt álló hellén és illír területekről. Az illírek a béke egyik fő kedvezményezettjei lettek: uralmuk alá került a parthinok koinonja (városszövetsége), Dasszarétia északi része Lükhnisszel együtt, sőt, megkapták a lünkésztiszi területeket, a peneszták koinonját és székvárosát, Hüszkanát is. Ez utóbbi jelentősége abban állt, hogy az i. e. 358-ban, Bardülisz király uralkodása alatt makedón megszállás alá kerülő terület másfél évszázad elteltével került vissza illír fennhatóság alá. Mindez nem annyira a rómaiak nagylelkűségét, mint pragmatizmusát bizonyította: az északi ardiata területektől a parthinok lakta Genuszosz völgyén keresztül a Lünkésztiszi-tavak vidékéig húzódó Illír Királyság a római protektorátus és a makedón területek közötti ütközőzóna szerepét töltötte be.

### A makedón háborúk után
Mindezek alapján Szkerdilaidasz Róma-barát politikájának továbbvitele messzemenően kifizetődőnek bizonyult III. Pleuratosz számára. A megelőző évtizedekben az első és a második római–illír háború jelentősen megtépázta az ardiata uralkodóház tekintélyét, a Makedónia ellen folytatott két háború pedig a területi veszteségek mellett visszavetette az ország gazdaságát is. A háborúk után ugyan visszanyerték rég elveszített dél-illíriai területeiket, jóllehet, a parthinok, büllionok és más déli törzsek némileg a királyi hatalomtól függetlenedve, koinonokba szerveződve, saját pénzt verve élték az életüket. Másfelől ezeken a déli, a római–epiruszi–makedón hármashatár közé ékelődő, a különféle hadseregek felvonulási területéül szolgáló vidékeken a stabil kormányzást meglehetősen nehéz volt biztosítani. III. Pleuratosz hatalma így inkább a visszanyert székváros, Lisszosz és az attól északra fekvő Szkodra környékén összpontosult. Birodalmának határait északi irányban tolta ki, uralkodása alatt meghódította Pharosz szigetét, a dalmaták és a daorszok szállásterületeit, és közvetlen kapcsolatba került Issza, Tragürionés Epetion görög gyarmatvárosaival. Tagadhatatlan, hogy III. Pleuratosz Rómához való feltétlen hűsége felvirágoztatta Illíriát. A régészet- és történettudomány eredményei tükrében uralkodása a háborúk megtépázta Illíriában a nyugodt építkezés időszaka volt: az i. e. 2. század elején székvárosa, Lisszosz számottevő fejlesztések és építkezések helyszíne volt, felújíttatta a Genuszosz-völgy parthiniai erődítéseit stb.
Ami mármost az ardiata uralkodóház megtépázott tekintélyének helyreállítását illeti, a korabeli közvélemény ellentmondásosan viszonyult a sosem látott kiterjedésű Illír Királyság uralkodójának személyéhez. Maga Polübiosz is felrótta neki történeti munkájában, hogy úgy lett Illíria egyik legnagyobb uralkodójává, hogy azért cserébe semmit sem tett. II. Eumenész pergamoni királynak ismert az a maliciózus megjegyzése, amely szerint Pleuratosz semmi mást nem tesz, csak ül tétlenül, és egy hatalmas ország uralkodójaként minden gondja csupán annyi, hogy adott szavát megtartva a legkisebb gondot se okozza a protektora szerepében tetszelgő Rómának. A második római–illír háború időszakából valóban csak az i. e. 199. évi Makedónia elleni támadása ismert, s az uralkodása hátra lévő éveiben a régióban dúló háborúkból is csak annyiban vette ki a részét, hogy i. e. 194-ben, 192-ben és 190-ben átengedte területén a háborúba induló római alakulatokat. Egyetlen kivételt ez alól az i. e. 189-es év jelentett, amikor Róma az aitólok és az – apósa, Amünandrosz által vezetett – athamanok ellen viselt hadat. III. Pleuratosz a családi köteléket és a több évtizedes illír–athaman szövetséget felrúgva Róma mellé állt, és hatvan lemboszával az aitóliai partokat dúlta.
Ez az i. e. 189-es esemény egyúttal az utolsó, amelynek kapcsán III. Pleuratoszt az antik szerzők említik. Nyolc évvel később, i. e. 181-ben már fia, Genthiosz volt az Illír Királyság uralkodója, a legbiztonságosabb tehát e két évszám közé tenni III. Pleuratosz halálát és uralkodásának végét. Némely forrás ettől függetlenül határozottan i. e. 181-ben jelöli meg Genthiosz utódlását, de az i. e. 180-as év említése is előfordul a történeti munkákban.